# Embalse de Ricobayo
Embalse de Ricobayo är en reservoar i Spanien.   Den ligger i provinsen Provincia de Zamora och regionen Kastilien och Leon, i den nordvästra delen av landet, 230 km nordväst om huvudstaden Madrid. Embalse de Ricobayo ligger 670 meter över havet. Arean är 21,8 kvadratkilometer. Omgivningarna runt Embalse de Ricobayo är i huvudsak ett öppet busklandskap. Den sträcker sig 21,3 kilometer i nord-sydlig riktning, och 22,4 kilometer i öst-västlig riktning.
Följande samhällen ligger vid Embalse de Ricobayo:
- Muelas del Pan (837 invånare)
- Losacino (291 invånare)
- Palacios del Pan (225 invånare)
- Manzanal del Barco (194 invånare)